# Матаррубія
Матаррубія (ісп. Matarrubia) — муніципалітет в Іспанії, у складі автономної спільноти Кастилія-Ла-Манча, у провінції Гвадалахара. Населення — 66 осіб (2021).
Муніципалітет розташований на відстані близько 60 км на північний схід від Мадрида, 28 км на північ від Гвадалахари.
На території муніципалітету розташовані такі населені пункти: (дані про населення за 2010 рік)
- Матаррубія: 55 осіб
- Монтеуеко: 11 осіб

## Демографія
Динаміка населення (INE ):

## Галерея зображень

Розташування муніципалітету у провінції Гвадалахара
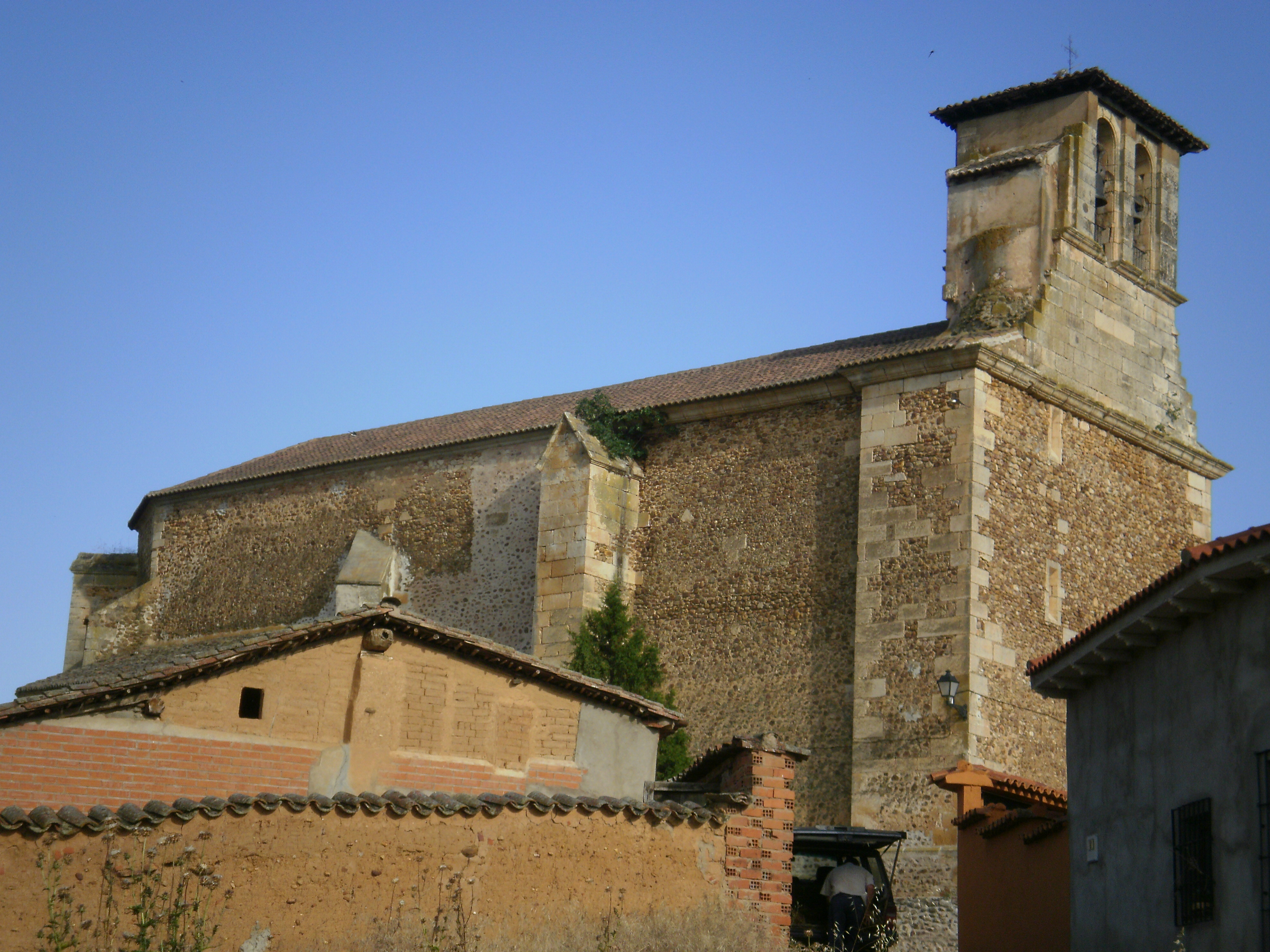
Парафіяльна церква Сан-Бартоломе